# Guzmania oligantha
Guzmania oligantha là một loài thực vật có hoa trong họ Bromeliaceae. Loài này được Lozano mô tả khoa học đầu tiên năm 1981.